# Johan Gabriel Banér (1733–1811)
Johan Gabriel Banér, född 12 oktober 1733 i Ekeby församling, Östergötlands län, död 21 november 1811 i Östra Ryds församling, Östergötlands län, vad en svensk militär.

## Biografi
Johan Gabriel Banér föddes 1733 på Boxholms säteri i Ekeby socken. Han var son till kammarherren Johan Mauritz Banér och friherrinnan Hedvig Ulrika Catharina Ribbing af Zernava. Banér blev 1750 kadett vid Artilleriet och 6 april 1752 sergeant vid Spensska värvade regementet. Han blev 1952 löjtnant vid regementet Royal Pologne i Frankrike och 10 maj 1753 fänrik vid Spensska regementet. Banér blev 25 december 1755 sekundkapten i Frankrike och 17 juli 1758 löjtnant vid Spenska regemente. Han blev kaptenlöjtnant vid Royal Suédois och blev samma år överste i fransk tjänst. Banér tog 1763 avsked ur fransk tjänst och blev 7 maj 1767 löjtnant vid prins Fredrik Adolfs regemente. Han tog 25 februari 1768 avsked och utnämndes 1770 till riddare av Svärdsorden. Banér avled 1811 på Björkvik i Östra Ryds socken.

### Egendom
Banér ägde gårdarna Djursholm i Danderyds socken och Björkvik i Östra Ryds socken. Han fick kungens tillåtelse att byta Lidingön vid Stockholm, som hörde till Djursholms fideikommiss, emot Björkvik.

### Familj
Banér gifte sig 2 december 1764 på Stockholms slott med hovfröken frevinnan Lovisa Fredrika Cronhielm af Flosta (1744–1818), dotter till generallöjtnanten greve Johan Cronhielm af Flosta och grevinnan Sigrid Bonde af Björnö. De fick tillsammans barnen Sigrid Ulrika Banér (1766–1785), Johan Banér (1767–1772) och överstelöjtnanten Johan Gustaf Banér (1775–1843) vid Livgrenadjärregementet.